# Bijou (cocktail)
Pour les articles homonymes, voir Bijou (homonymie).
Le Bijou est un cocktail alcoolisé composé de gin, de vermouth rouge, de Chartreuse verte et d'orange bitters. Il fait partie des short drinks et est servi dans un verre à cocktail.

## Histoire
La première mention du cocktail Bijou remonte à la fin du XIXe siècle, à une époque où l'utilisation du vermouth dans les cocktails devenait de plus en plus populaire. La première mention présumée du cocktail se trouve dans le livre Harry Johnson's Bartender's Manual de 1900. La popularité de la boisson était à l'époque similaire à celle des classiques d'aujourd'hui, tels que le Manhattan ou le Martini Le nom du cocktail est un raccourci.
Le nom du cocktail provient du fait que les ingrédients reflètent les trois couleurs de ces mêmes pierres précieuses, les bijoux : Le gin comme diamant, le vermouth rouge comme rubis et la Chartreuse Verte comme émeraude.

## Préparation et variantes
La concoction classique est composée à parts égales de gin, de vermouth et de Chartreuse verte, plus un trait d'orange bitters. Les ingrédients sont ajoutés dans un shaker rempli de glace et remués. Dans cette variante, le cocktail est garni d'une cerise à cocktail ou d'une olive, et le liquide est finalement arrosé d'un zeste de citron.
En raison de la forte proportion de vermouth et de Chartreuse, une forte note herbacée prédomine lorsque la recette originale est suivie. C'est pourquoi il est souvent recommandé,, de réduire les proportions de vermouth et de Chartreuse afin que le rapport soit, par exemple, de 3:1:1.